# 梶山芙紗子
梶山 芙紗子（かじやま ふさこ、1977年3月28日 - ）は京都府京都市上京区出身 のサッカー審判員（元国際主審）。

## 来歴
兄が小学生の時にやっていたサッカーについて行ったのをきっかけに、地元のスポーツ少年団に入団してサッカーを始める。家政学園中学校・高校（現・京都文教中学校・高等学校）では女子サッカー部がなかったため地元のクラブチームでサッカーを続け、姫路学院女子短期大学でサッカー部に入り、地元クラブでコーチをするために 4級審判員の資格を取得する。卒業後は京都に戻ってスポーツ科学の専門学校に通いながら指導者として活動を続けていた が、度重なる勧誘もあって審判員への本格的な転身を決める。
「同じやるなら上を目指そう」との考えもあり、2005年に女子1級審判員の資格を取得。さらに2011年7月には1級審判員に昇級し、同年11月27日には女性では初めて日本プロサッカーリーグ（Jリーグ）の審判員（2011年J2第37節・FC岐阜vsカターレ富山の第4審）を務めた。また、同年から日本サッカー協会の推薦により国際審判員にも登録されている。
2020年限りで国際主審から外れた。